# 無意義訴訟
無意義訴訟，也稱輕率訴訟，是指明顯無視自己論點的合理性而使用法律程序。它可以是提出一個有理由相信它必會敗訴的論點，也可以是在研究調查相關法律和事實時沒有實現基本的盡職。一個失敗的訴訟並不意味著該訴訟就是無意義訴訟：一方當事人可以提出一個成功機會很低的論點，只要它的過程是根據適用的法律進行的。
無意義訴訟的種類可以是基於荒謬的法律理論，可以是涉及過多或重複的動議或額外訴訟，可以是不文明或騷擾法院，或者可以是要求極端的法律訴求。與此同時，一項主張或辯護同樣可以是無意義的，如果因為它實際上根本沒有正當理由，或者因為它沒有對先行法律提出合理的擴展或重新解釋之後的論點。索賠同樣可以被視為無意義，如果因為現有法律明確禁止此類索賠，例如好撒瑪利亞人法。
在美國，《联邦民事诉讼程序》第11條和類似的州級規則要求，律師對任何索賠或辯護的事實依據進行盡責查證。如果律師善意行事，則索賠或抗辯是否可能是無意義的，司法管轄區對此認定有所不同。由於此類辯護或索賠浪費了法院和其他當事人的時間、資源和法律費用，法院可能會對提出無意義辯護或索賠的當事人或律師實施制裁。律師事務所也可能受到製裁，甚至定罪藐視法庭。